# 제이콥 홉킨스

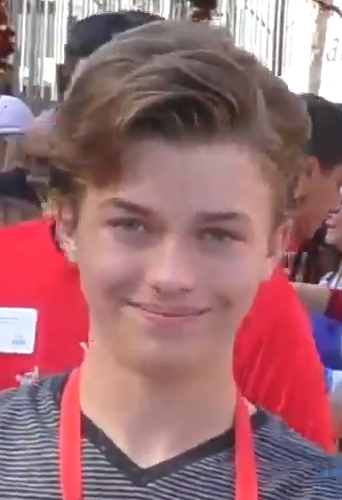

제이콥 홉킨스(Jacob Hopkins, 2002년 4월 8월 ~ )는 미국의 아역 배우, 성우, 텔레비전 배우이다.
샌프란시스코에서 태어났다.

## 방송
- 더 골드버그스 2
- 더 골드버그스
- 트루 블러드 시즌5

## 영화
- 미들 스쿨: 꼰대 길들이기 (2016년)
- 스폰지밥3D (2015년)
- 미싱 앳 17 (2013년) - 앤드류 역
- 프리스트 (2011년) - 보이 역
- 내가 그녀를 만났을 때 1 (2005년)